# Preussisk spenört
Preussisk spenört (Silphiodaucus prutenicus) är en växtart i släktet Silphiodaucus och familjen flockblommiga växter. Den beskrevs först av Carl von Linné som Laserpitium prutenicum, och fick sitt nu gällande namn av Krzysztof Spalik, Aneta Wojewódzka, Łukasz Banasiak, Marcin Piwczyński & Jean-Pierre Reduron 2016.
Arten är en tvåårig ört som förekommer över stora delar av Europa, från Spanien i sydväst till Ryssland i nordost. Den är ej påträffad i Sverige.

## Underarter
Arten har två underarter; utöver nominatformen förekommer i Spanien och Frankrike även underarten Silphiodaucus prutenicus subsp. dufourianus.